# Fritz A. Koeniger
Fritz August Otto Koeniger (meist Fritz A. Koeniger oder F. A. Koeniger; * 9. Dezember 1910 in Wilhelmshaven; † 2. Februar 1990 in Sande) war ein deutscher Autor und Lyriker. Er schuf die Dialogbücher für die deutschen Synchronbearbeitungen von mehr als 200 Spielfilmen. Wie die meisten Künstler, die auf diesem Gebiet tätig waren und sind, ist er dem breiten Publikum weitgehend unbekannt, obwohl Millionen die von ihm bearbeiteten Filme – darunter viele von Alfred Hitchcock – gesehen und seinen Namen im Vor- oder Abspann schon einmal gelesen haben.

## Leben
Fritz A. Koeniger begann seine literarische Karriere nach dem Zweiten Weltkrieg. Zusammen mit Hans E. Brachvogel schrieb er den Text für das musikalische Lustspiel Von Hand zu Hand (1946) mit der Musik von Werner Eisbrenner. In seinem Gedichtband Offen gesagt... (1947) beschäftigte er sich mit der Situation im Berlin der Nachkriegszeit. Zwischen 1955 und 1973 veröffentlichte er zudem drei Jugendbücher um die Abenteuer von Jens und Jörg. Neben Arbeiten für den Rundfunk verfasste er zusammen mit Janne Furch das Drehbuch zu der von Hans Deppe inszenierten Spielfilmkomödie So angelt man keinen Mann (1959) mit Grethe Weiser in der Hauptrolle.
Seine eigentliche künstlerische Bedeutung liegt jedoch in seiner Synchronarbeit ab Ende der 1940er Jahre, wobei sich Koeniger darauf beschränkte, die Dialogbücher zu verfassen. Er zeichnet für mehr als 200 deutsche Fassungen von englischsprachigen sowie französischen und italienischen Spielfilmen verantwortlich und gehört zu den herausragenden Autoren auf diesem Gebiet. Er arbeitete dabei fast ausschließlich für die Berliner Synchron GmbH (BSG) Wenzel Lüdecke. Zu den Synchronregisseuren, die seine Texte am häufigsten umsetzten, gehören C. W. Burg, Peter Elsholtz, Curt Ackermann, Christoph Grosser, Volker Becker und Dietmar Behnke. Eine besonders produktive Zusammenarbeit bestand bei der BSG mit Klaus von Wahl.
Fritz A. Koeniger begann zunächst mit Western. So stammen die deutschen Dialoge solcher Klassiker wie Winchester ’73 (1950), Zwölf Uhr mittags (1952) und Mein großer Freund Shane (1953) von ihm. Eine besonders enge Beziehung hatte Koeniger zu den späten Filmen Alfred Hitchcocks, die er, beginnend mit Immer Ärger mit Harry (1955), bis hin zu Frenzy (1971) fast alle eindeutschte. Besonders gefragt war Koenigers Talent für das Komödiantische. Neben einigen frühen Filmen von Jerry Lewis sowie späteren von Abbott und Costello ist es ihm vor allem gelungen, den rasanten Wortwitz von Danny Kaye ins Deutsche hinüberzuretten, wobei ihm und seinen Synchronregisseuren mit Georg Thomalla allerdings auch ein kongenialer Synchronsprecher zur Verfügung stand. Das wohl gelungenste Beispiel für diese Zusammenarbeit ist Der Hofnarr (1955) – bekannt nicht zuletzt durch das „Becher-mit-dem-Fächer“-Wortspiel. Koeniger schrieb auch die deutschen Fassungen vieler Doris-Day-Komödien, darunter Bettgeflüster (1959) und Ein Hauch von Nerz (1961). Besondere Kabinettstückchen gelangen ihm mit den Dialogbüchern zu Ernst Lubitschs Sein oder Nichtsein (1942), Frank Capras Arsen und Spitzenhäubchen (1944), Gene Saks’ Ein seltsames Paar (1967) und Robert Altmans M*A*S*H (1969).
Neben schrill-überdrehten Albernheiten wie Batman hält die Welt in Atem (1966) sowie anderen Science-Fiction- und Horrorstreifen oft minderer Qualität bearbeitete Koeniger auch aufwendig produzierte Musicals wie Doktor Dolittle (1967), Half a Sixpence (1967), Hello, Dolly! (1968) und vor allem Cabaret (1972).
Dass er auch ernste Stoffe zu handhaben verstand, bewies Koeniger unter anderem mit Asche und Diamant (1958) und Becket (1963). Zu seinen künstlerisch anspruchsvollsten Arbeiten gehören drei Bearbeitungen von Filmen Luis Buñuels: Belle de Jour – Schöne des Tages (1966), Der diskrete Charme der Bourgeoisie (1972) und Das Gespenst der Freiheit (1974). Weitere wichtige Synchronarbeiten Koenigers waren die zweite deutsche Fassung von Die Wendeltreppe (1946), Hatari! (1961), Bitterer Honig (1961) und Dr. Seltsam oder: Wie ich lernte, die Bombe zu lieben (1963).
Koeniger blieb bis Mitte der 1970er Jahre aktiv. Zu seinen letzten Synchronarbeiten gehört die 1975 für die Fernsehausstrahlung erstellte Fassung von Howard Hawks’ Nimm, was du kriegen kannst (1936).
Koeniger war ab 1961 Mitglied in der Deutschen Union der Filmschaffenden (D.F.U.) in der Gewerkschaft Kunst im Deutschen Gewerkschaftsbund (DGB). Er lebte in Berlin und später in Jever. Ab 1945 war er mit Annanicoline Hinzelmann verheiratet. Koeniger starb 1990 im Nordwest-Krankenhaus Sanderbusch in Sande.

## Werke

### Bücher
- Offen gesagt ... Artige und unartige Gedichte, Deutsche Buchvertriebs- und Verlags-Gesellschaft, Berlin 1947,  96 Seiten

### Bühnenveröffentlichungen
- zusammen mit Hans E. Brachvogel und Werner Eisbrenner (Musik): Von Hand zu Hand. Musikalisches Lustspiel in 3 Akten, Berlin und München 1946
- Jens und Jörg als Robinson, mit Zeichnungen von Horst Lemke, Düsseldorf 1955
- Jens und Jörg 5= 7, mit Zeichnungen von Horst Lemke, Düsseldorf 1956
- Jens und Jörg. Unternehmen Deichstraße, mit Zeichnungen von Walter Rieck, Hannover 1973 (ISBN 3-483-01095-5)

### Synchronarbeiten (Auswahl, stets nur Dialogbuch)
- Der versteinerte Wald (Original: The Petrified Forest, 1935; deutsche Fassung: 1964)
- Nimm, was du kriegen kannst (Original: Come and Get It, 1936; deutsche Fassung: 1975)
- Chicago – Engel mit schmutzigen Gesichtern (Original: Angels with Dirty Faces, 1938; deutsche Fassung: 1966)
- Sein oder Nichtsein (Original: To Be or Not to Be, 1942; deutsche Fassung 1960)
- Arsen und Spitzenhäubchen (Original: Arsenic and Old Lace, 1944; zweite deutsche Fassung 1962)
- Die Wendeltreppe (Original: The Spiral Staircase, 1946; zweite deutsche Fassung: 1964)
- Sprung in den Tod (Original: White Heat, 1949; zweite deutsche Fassung: 1966)
- Winchester ’73 (Original: Winchester '73, 1950; deutsche Fassung: 1950)
- Westlich St. Louis (Original: Wagon Master, 1950; deutsche Fassung: 1965)
- Fluch der Verlorenen (Original: Horizons West, 1952; deutsche Fassung 1954)
- Zwölf Uhr mittags (Original: High Noon, 1952; deutsche Fassung: 1953)
- Mein großer Freund Shane (Original:  Shane, 1953; deutsche Fassung: 1953)
- Houdini, der König des Varieté (Original: Houdini, 1953; deutsche Fassung: 1954)
- Der Tolpatsch (Original: The Caddy, 1953; deutsche Fassung: 1955)
- Stalag 17 (Original: Stalag 17, 1953; deutsche Fassung: 1959)
- Der letzte Suchtrupp (Original: The Last Posse, 1953; deutsche Fassung: 1974)
- Über den Todespaß (Original: The Far Country, 1954; deutsche Fassung: 1954)
- Die Lachbombe (Original: Knock on Wood, 1954; deutsche Fassung: 1954)
- Das Fenster zum Hof (Original: Rear Window, 1954; erste deutsche Fassung: 1955)
- Weiße Weihnachten (Original: White Christmas, 1954; deutsche Fassung: 1955)
- Mit stahlharter Faust (Original: Man Without a Star, 1955; deutsche Fassung: 1955)
- An einem Tag wie jeder andere (Original: The Desperate Hours, 1955; deutsche Fassung: 1956)
- Immer Ärger mit Harry (Original: The Trouble with Harry, 1955; erste deutsche Fassung: 1956)
- Über den Dächern von Nizza (Original: To Catch a Thief, 1955; deutsche Fassung: 1956)
- Der Hofnarr (Original: The Court Jester, 1955; deutsche Fassung: 1956)
- Metaluna IV antwortet nicht (Original: This Island Earth, 1955; deutsche Fassung: 1957)
- Der Gefangene (Original: The Prisoner, 1955; deutsche Fassung: 1958)
- 23 Schritte zum Abgrund (Original: 23 Paces to Baker Street, 1956; deutsche Fassung: 1956)
- Der Mann, der zuviel wußte (Original: The Man Who Knew Too Much, 1956; deutsche Fassung: 1956)
- In den Wind geschrieben (Original: Written on the Wind, 1956; deutsche Fassung: 1957)
- Des Teufels Lohn (Original: Man in the Shadow , 1957; deutsche Fassung: 1957)
- Die Uhr ist abgelaufen (Original: Night Passage, 1957; deutsche Fassung: 1957)
- Fräulein (Original: Fraeulein, 1958; deutsche Fassung: 1958)
- Asche und Diamant (Original: Popiol i Diament, 1958; deutsche Fassung: 1962)
- Bettgeflüster (Original: Pillow Talk, 1959; deutsche Fassung: 1959)
- Unternehmen Petticoat (Original: Operation Petticoat, 1959; deutsche Fassung: 1959)
- Fünf Pennies (Original: The Five Pennies, 1959; deutsche Fassung: 1959)
- Sieben Diebe (Original: Seven Thieves, 1960; deutsche Fassung: 1960)
- Bitterer Honig (Original: A Taste of Honey, 1961; deutsche Fassung: 1962)
- Ein Hauch von Nerz (Original: That Touch of Mink, 1961; deutsche Fassung: 1962)
- Hatari! (Original: Hatari!, 1961; deutsche Fassung: 1962)
- Lieben kann man nur zu zweit (Original: Only Two Can Play, 1961; deutsche Fassung: 1963)
- Was diese Frau so alles treibt (Original: The Thrill of It All, 1962; deutsche Fassung: 1963)
- Die Vögel (Original: The Birds, 1963; deutsche Fassung: 1963)
- Charade (Original: Charade, 1963; deutsche Fassung: 1963)
- Sieben gegen Chicago (Original: Robin and the Seven Hoods, 1963; deutsche Fassung: 1964)
- Becket (Original: Becket, 1963; deutsche Fassung: 1964)
- Eine zuviel im Bett (Original: Move Over, Darling, 1963; deutsche Fassung: 1964)
- Dr. Seltsam oder: Wie ich lernte, die Bombe zu lieben (Original: Dr. Strangelove or: How I Learned to Stop Worrying and Love the Bomb, 1963; deutsche Fassung: 1967)
- Der Flug des Phoenix (Original: The Flight of the Phoenix, 1965; deutsche Fassung: 1965)
- Der Tod eines Killers (Original: The Killers, 1964; deutsche Fassung: 1964)
- Schick mir keine Blumen (Original: Send Me No Flowers, 1964; deutsche Fassung: 1964)
- Marnie (Original: Marnie, 1964; deutsche Fassung: 1964)
- Hochzeit auf italienisch (Original: Matrimonio all'italiana, 1964; deutsche Fassung: 1965)
- Fremde Bettgesellen (Original: Strange Bedfellows, 1964; deutsche Fassung: 1965)
- Die Gräfin von Hongkong (Original: A Countess from Hong Kong, 1966; deutsche Fassung: 1966)
- Batman hält die Welt in Atem (Original: Batman, 1966; deutsche Fassung: 1966)
- Der zerrissene Vorhang (Original: Torn Curtain, 1966; deutsche Fassung: 1966)
- El Dorado (Original: El Dorado, 1966; deutsche Fassung: 1967)
- Belle de Jour – Schöne des Tages (Original: Belle de Jour, 1966; deutsche Fassung: 1967)
- Der Champagner-Mörder (Original: Le Scandale, 1966; deutsche Fassung: 1967)
- Doktor Dolittle (Original: Doctor Dolittle, 1967; deutsche Fassung: 1967)
- Ein seltsames Paar (Original: The Odd Couple, 1967; deutsche Fassung: 1967)
- Half a Sixpence (Original: Half a Sixpence, 1967; deutsche Fassung: 1967)
- Coogans großer Bluff (Original: Coogan's Bluff, 1968; deutsche Fassung: 1968)
- Hello, Dolly! (Original: Hello, Dolly!, 1968; deutsche Fassung: 1969)
- Nachts, wenn Dracula erwacht (Original: El Conde Dracula, 1969; deutsche Fassung: 1970)
- Der Clan der Sizilianer (Original: Le clan des Siciliens, 1969; deutsche Fassung: 1970)
- M*A*S*H (Original: M*A*S*H, 1969; deutsche Fassung: 1970)
- Die Dinge des Lebens (Original: Les Choses de la Vie, 1970; deutsche Fassung: 1970)
- Hotelgeflüster (Original: Plaza Suite, 1970; deutsche Fassung: 1971)
- Mach’s noch einmal, Sam (Original: Play It Again, Sam, 1971; deutsche Fassung: 1972)
- Frenzy (Original: Frenzy, 1971; deutsche Fassung: 1972)
- Cabaret (Original: Cabaret, 1972; deutsche Fassung: 1972)
- Der diskrete Charme der Bourgeoisie (Original: Le Charme Discret de la Bourgeoisie, 1972; deutsche Fassung: 1972)
- Der Schakal (Original: The Day of the Jackal, 1973; deutsche Fassung: 1973)
- Der Dialog (Original: The Conversation, 1973; deutsche Fassung: 1974)
- Zeuge einer Verschwörung (Original: The Parallax View, 1973; deutsche Fassung: 1974)
- Die schwarze Windmühle (Original: The Black Windmill, 1974; deutsche Fassung: 1974)
- Das Gespenst der Freiheit (Original: Le Fantome de la Liberte, 1974; deutsche Fassung: 1974)